# Семаков, Николай Васильевич
Николай Васильевич Семаков (18.03.1913 — 1981) — советский военный инженер, лауреат Ленинской премии.
Родился 18.03.1913 в Москве. С 1916 г. жил с родителями в Нижнем Новгороде (Горький), там окончил школу и техникум связи.
В 1932-1938 гг. радиотехник в Дальневосточном управлении связи. В 1938-1941 гг. студент Горьковского индустриального института им. Жданова.
С 1941 г.  слушатель, а затем преподаватель Ленинградской военной электротехнической академии связи им. Буденного.
С 1950 года работал в КБ-1 Третьего главного управления при СМ СССР (ныне ГСКБ «Алмаз-Антей») (направлен решением ЦК ВКП(б)). Начальник лаборатории, руководил разработкой ЦСПК (центральной станции передачи команд) для зенитных ракет.
Лауреат Ленинской премии 1958 года (в составе коллектива) — за разработку зенитно-ракетного комплекса С-75.
Инженер-полковник. Дата окончания военной службы: 25.06.1969. После выхода в отставку - старший научный сотрудник ГСКБ «Алмаз-Антей».
Кандидат технических наук, доцент МФТИ.
Награждён орденами Красной Звезды (30.12.1956), Красного Знамени, медалями «За боевые заслуги» (20.04.1953), «За победу над Германией в Великой Отечественной войне 1941—1945 гг.».